# Pavlov (Olomouc)
Pavlov (in tedesco Pawlow) è un comune della Repubblica Ceca facente parte del distretto di Šumperk, nella regione di Olomouc.